# Liga de Diamante 2018
La Liga de Diamante 2018 fue la novena edición del evento organizado por la IAAF, que entregó el Trofeo de diamante a cada uno de los atletas ganadores de las 32 disciplinas atléticas repartidas en categorías masculina y femenina, después de catorce reuniones alrededor del mundo.

## Reglas
Las reglas de la Liga de Diamante fueron las siguientes:
- Fueron catorce las reuniones que se celebraron en la Liga de Diamante. Las pruebas que otorgaron puntos tuvieron lugar seis veces (100 m, 200 m, 400 m, 800 m, 1500 m, carreras de vallas, salto de altura, salto con pértiga) o cuatro veces (5000 m, 3000 m obstáculos, 400 m vallas, salto de longitud, triple salto, lanzamientos) antes de las finales a lo largo de la temporada.
- Doce de esas reuniones sirvieron de clasificación para las últimas dos del calendario (Zúrich y Bruselas), en las que tuvieron lugar las finales de las pruebas.
- En las primeras doce reuniones se repartieron puntos para clasificar a la final de cada prueba. Se adjudicaron ocho puntos al primer puesto, siete al segundo y así sucesivamente hasta otorgar un punto al octavo puesto.
- Para la final de cada prueba, a celebrarse en las últimas dos reuniones, participaron los primeros siete, ocho o doce atletas (según la modalidad) que acumularon más puntos para disputar el Trofeo de diamante y premios en efectivo. En caso de empate se decidió por el mejor registro en la fase de clasificación.
- Debido a la suspensión de la Federación Rusa de Atletismo como miembro  de la IAAF, los atletas de dicha nacionalidad se encontraron excluidos de participar en la Liga de Diamante, aunque algunos atletas compitieron bajo bandera neutral al haber obtenido un permiso especial de la entidad.[3]

## Calendario

### Reuniones clasificatorias
| Fecha          | Nombre                                                  | Estadio                          | Ciudad     | País           |
| -------------- | ------------------------------------------------------- | -------------------------------- | ---------- | -------------- |
| 4 de mayo      | Doha Diamond League                                     | Estadio Hamad Bin Suhaim         | Doha       | Catar          |
| 12 de mayo     | IAAF Diamond League Shanghai                            | Estadio de Shanghái              | Shanghái   | China          |
| 26 de mayo     | Prefontaine Classic                                     | Hayward Field                    | Eugene     | Estados Unidos |
| 31 de mayo     | Golden Gala Pietro Mennea                               | Estadio Olímpico de Roma         | Roma       | Italia         |
| 7 de junio     | Oslo Bislett Games                                      | Estadio Bislett                  | Oslo       | Noruega        |
| 10 de junio    | Bauhaus-Galan                                           | Estadio Olímpico de Estocolmo    | Estocolmo  | Suecia         |
| 30 de junio    | Meeting de Paris                                        | Stade Charléty                   | París      | Francia        |
| 5 de julio     | Athletissima                                            | Stade Olympique de la Pontaise   | Lausana    | Suiza          |
| 13 de julio    | Meeting International Mohammed VI D'Athletisme de Rabat | Estadio Príncipe Moulay Abdellah | Rabat      | Marruecos      |
| 20 de julio    | Herculis                                                | Estadio Louis II                 | Mónaco     | Mónaco         |
| 21-22 de julio | Anniversary Games                                       | Estadio Olímpico de Londres      | Londres    | Reino Unido    |
| 18 de agosto   | Grand Prix Birmingham                                   | Alexander Stadium                | Birmingham | Reino Unido    |

### Finales
| Fecha        | Nombre             | Estadio              | Ciudad   | País    |
| ------------ | ------------------ | -------------------- | -------- | ------- |
| 30 de agosto | Weltklasse Zürich  | Letzigrund Stadium   | Zúrich   | Suiza   |
| 31 de agosto | Memorial Van Damme | Estadio Rey Balduino | Bruselas | Bélgica |

## Posiciones

### Fase de clasificación
A continuación los primeros tres atletas que encabezaron las tablas de clasificación según los puntos acumulados en las reuniones.

#### Masculino
| Prueba                  | # Reuniones | 1º                | Pts. | 2º                 | Pts. | 3º                  | Pts. |
| ----------------------- | ----------- | ----------------- | ---- | ------------------ | ---- | ------------------- | ---- |
| 100 m                   | 6           | Ronnie Baker      | 31   | Christian Coleman  | 21   | Reece Prescod       | 19   |
| 200 m                   | 6           | Noah Lyles        | 32   | Ramil Guliyev      | 31   | Aaron Brown         | 28   |
| 400 m                   | 6           | Abdalelah Haroun  | 35   | Paul Dedewo        | 23   | Fred Kerley         | 21   |
| 800 m                   | 4           | Emmanuel Korir    | 24   | Ferguson Rotich    | 24   | Wycliffe Kinyamal   | 22   |
| 1500 m                  | 6           | Timothy Cheruiyot | 32   | Elijah Manangoi    | 22   | Ayanleh Souleiman   | 22   |
| 3000 m/5000 m           | 4           | Birhanu Balew     | 27   | Selemon Barega     | 15   | Yomif Kejelcha      | 14   |
| 3000 m obs.             | 4           | Benjamin Kigen    | 25   | Conseslus Kipruto  | 21   | Soufiane El Bakkali | 14   |
| 110 m vallas            | 6           | Orlando Ortega    | 30   | Serguéi Shubenkov  | 29   | Ronald Levy         | 24   |
| 400 m vallas            | 6           | Abderrahman Samba | 48   | Karsten Warholm    | 34   | Yasmani Copello     | 29   |
| Salto de altura         | 6           | Danil Lysenko     | 30   | Mutaz Essa Barshim | 24   | Majd Eddin Ghazal   | 21   |
| Salto con pértiga       | 6           | Sam Kendricks     | 39   | Shawn Barber       | 23   | Renaud Lavillenie   | 22   |
| Salto de longitud       | 4           | Luvo Manyonga     | 30   | Jeff Henderson     | 21   | Ruswahl Samaai      | 18   |
| Triple salto            | 4           | Christian Taylor  | 31   | Pedro Pichardo     | 22   | Chris Benard        | 16   |
| Lanzamiento de peso     | 4           | Tomas Walsh       | 25   | Ryan Crouser       | 23   | Darrell Hill        | 22   |
| Lanzamiento de disco    | 4           | Fedrick Dacres    | 25   | Andrius Gudzius    | 22   | Ehsan Hadadi        | 22   |
| Lanzamiento de jabalina | 4           | Andreas Hofmann   | 27   | Thomas Röhler      | 26   | Magnus Kirt         | 21   |

#### Femenino
| Prueba                  | # Reuniones | 1º                  | Pts. | 2º                  | Pts. | 3º                   | Pts. |
| ----------------------- | ----------- | ------------------- | ---- | ------------------- | ---- | -------------------- | ---- |
| 100 m                   | 6           | Murielle Ahouré     | 37   | M. Ta Lou           | 32   | Elaine Thompson      | 25   |
| 200 m                   | 6           | Shericka Jackson    | 28   | Jenna Prandini      | 28   | M. Ta Lou            | 25   |
| 400 m                   | 6           | Salwa Eid Naser     | 39   | Phyllis Francis     | 32   | Jessica Beard        | 32   |
| 800 m                   | 6           | Francine Niyonsaba  | 43   | Caster Semenya      | 32   | Habitam Alemu        | 26   |
| 1500 m                  | 6           | Gudaf Tsegay        | 30   | Laura Muir          | 25   | Sifan Hassan         | 22   |
| 3000 m/5000 m           | 4           | Hellen Obiri        | 20   | Agnes Jebet Tirop   | 19   | Letesenbet Gidey     | 17   |
| 3000 m obs.             | 4           | Hyving Kiyeng       | 28   | Beatrice Chepkoech  | 20   | Emma Coburn          | 17   |
| 100 m vallas            | 6           | Brianna McNeal      | 38   | Sharika Nelvis      | 34   | Danielle Williams    | 23   |
| 400 m vallas            | 6           | Janieve Russell     | 36   | Dalilah Muhammad    | 34   | Shamier Little       | 27   |
| Salto de altura         | 6           | Mariya Lasitskene   | 46   | Mirela Demireva     | 34   | Yuliya Levchenko     | 24   |
| Salto con pértiga       | 6           | Sandi Morris        | 40   | Ekaterini Stefanidi | 29   | Katie Nageotte       | 27   |
| Salto de longitud       | 4           | Malaika Mihambo     | 23   | Lorraine Ugen       | 22   | Shara Proctor        | 18   |
| Triple salto            | 4           | Caterine Ibargüen   | 32   | Kimberly Williams   | 26   | Tori Franklin        | 19   |
| Lanzamiento de peso     | 4           | Christina Schwanitz | 22   | Raven Saunders      | 18   | Gong Lijiao          | 16   |
| Lanzamiento de disco    | 4           | Sandra Perković     | 32   | Yaimé Pérez         | 28   | Denia Caballero      | 24   |
| Lanzamiento de jabalina | 4           | Lyu Huihui          | 23   | Nikola Ogrodníková  | 21   | Tatsiana Khaladovich | 16   |

### Finales
A continuación los atletas clasificados y los resultados de las finales de la Liga de Diamante (entre paréntesis los puntos obtenidos durante la fase de clasificación).
- = Ganador del «Trofeo de diamante».

#### Finales en Zúrich

##### Masculino
| Pos. | Atleta                       | Marca |
| ---- | ---------------------------- | ----- |
| 1    | Noah Lyles (32)              | 19,67 |
| 2    | Ramil Guliyev (31)           | 19,98 |
| 3    | Jereem Richards (24)         | 20,04 |
| 4    | Aaron Brown (28)             | 20,14 |
| 5    | Álex Quiñónez (12)           | 20,34 |
| 6    | Alex Wilson (2)              | 20,40 |
| 7    | Luxolo Adams (8)             | 20,51 |
| 8    | Nethaneel Mitchel-Blake (12) | 20,53 |

| Pos. | Atleta                    | Marca |
| ---- | ------------------------- | ----- |
| 1    | Fred Kerley (21)          | 44,80 |
| 2    | Nathan Strother (1)       | 44,93 |
| 3    | Matthew Hudson-Smith (18) | 44,95 |
| 4    | Paul Dedewo (23)          | 45,18 |
| 5    | Baboloki Thebe (11)       | 45,41 |
| 6    | Luguelín Santos (10)      | 46,17 |
| 7    | Pieter Conradie (1)       | 47,37 |
| -    | Steven Gardiner (16)      | DNF   |

| Pos. | Atleta                    | Marca   |
| ---- | ------------------------- | ------- |
| 1    | Timothy Cheruiyot (32)    | 3:30,27 |
| 2    | Elijah Manangoi (22)      | 3:31,16 |
| 3    | Ayanleh Souleiman (22)    | 3:31,24 |
| 4    | Abdalaati Iguider (6)     | 3:31,59 |
| 5    | Brahim Kaazouzi (11)      | 3:33,82 |
| 6    | Aman Wote (12)            | 3:34,05 |
| 7    | Filip Ingebrigtsen (21)   | 3:34,13 |
| 8    | Samuel Tefera (13)        | 3:37,49 |
| 9    | Bethwell Birgen (4)       | 3:38,76 |
| 10   | Ryan Gregson (5)          | 3:39,04 |
| 11   | Charlie Da'vall Grice (7) | 3:40,06 |
| 12   | Taresa Tolosa (8)         | 3:45,45 |
| -    | Vincent Kibet (-)         | DNF     |
| -    | Jackson Kibuba (-)        | DNF     |

| Pos. | Atleta                    | Marca |
| ---- | ------------------------- | ----- |
| 1    | Kyron McMaster (13)       | 48,08 |
| 2    | Karsten Warholm (34)      | 48,10 |
| 3    | Yasmani Copello (29)      | 48,73 |
| 4    | Rasmus Mägi (13)          | 49,28 |
| 5    | Cornel Fredericks (4)     | 49,96 |
| 6    | José Bencosme de León (2) | 50,01 |
| 7    | Bershawn Jackson (13)     | 50,63 |
| 8    | TJ Holmes (20)            | 51,39 |

| Pos. | Atleta                   | Marca   |
| ---- | ------------------------ | ------- |
| 1    | Conseslus Kipruto (21)   | 8:10,15 |
| 2    | Soufiane El Bakkali (14) | 8:10,19 |
| 3    | Evan Jager (13)          | 8:13,22 |
| 4    | Chala Beyo (14)          | 8:15,85 |
| 5    | Nicholas Bett (11)       | 8:19,74 |
| 6    | Abraham Kibiwot (9)      | 8:23,60 |
| 7    | Hillary Bor (12)         | 8:26,04 |
| 8    | Leonard Bett (5)         | 8:27,18 |
| 9    | Benjamin Kigen (25)      | 8:27,33 |
| 10   | Kennedy Njiru (2)        | 8:28,68 |
| 11   | Matthew Hughes (6)       | 8:36,69 |
| 12   | Amos Kirui (5)           | 8:38,96 |
| -    | Lawrence Kipsang (-)     | DNF     |
| -    | Mounaime Sassioui (-)    | DNF     |

| Pos. | Atleta                      | Marca |
| ---- | --------------------------- | ----- |
| 1    | Luvo Manyonga (30)          | 8,36  |
| 2    | Ruswahl Samaai (18)         | 8,32  |
| 3    | Henry Frayne (16)           | 8,16  |
| 4    | Tajay Gayle (4)             | 8,15  |
| 5    | Jeff Henderson (21)         | 8,11  |
| 6    | Marquis Dendy (4)           | 8,09  |
| 7    | Thobias Nilsson Montler (4) | 7,97  |
| 8    | Huang Changzhou (4)         | 7,94  |
| 9    | Benjamin Gföhler (-)        | 7,70  |

| Pos. | Atleta              | Marca     |
| ---- | ------------------- | --------- |
| 1    | Tomas Walsh (25)    | 22,60 DLR |
| 2    | Darrell Hill (22)   | 22,40     |
| 3    | Ryan Crouser (23)   | 22,18     |
| 4    | Darlan Romani (19)  | 21,94     |
| 5    | Tomáš Stanek (10)   | 21,87     |
| 6    | David Storl (10)    | 21,33     |
| 7    | Michal Haratyk (18) | 21,23     |
| 8    | Ryan Whiting (9)    | 20,56     |

| Pos. | Atleta               | Marca |
| ---- | -------------------- | ----- |
| 1    | Andreas Hofmann (27) | 91,44 |
| 2    | Magnus Kirt (21)     | 87,57 |
| 3    | Thomas Röhler (26)   | 85,76 |
| 4    | Neeraj Chopra (12)   | 85,73 |
| 5    | Marcin Krukowski (4) | 85,32 |
| 6    | Julian Weber (7)     | 83,68 |
| 7    | Jakub Vadlejch (15)  | 81,58 |
| 8    | Gatis Cakšs (3)      | 78,13 |

##### Femenino
| Pos. | Atleta                        | Marca |
| ---- | ----------------------------- | ----- |
| 1    | Murielle Ahouré (37)          | 11,01 |
| 2    | Dina Asher-Smith (18)         | 11,08 |
| 3    | Marie-Josée Ta Lou (32)       | 11,10 |
| 4    | Mujinga Kambundji (9)         | 11,14 |
| 5    | Dafne Schippers (17)          | 11,15 |
| 6    | Michelle-Lee Ahye (12)        | 11,27 |
| 7    | Carina Horn (12)              | 11,54 |
| -    | B. Okagbare-Ighoteguonor (19) | DQ    |

| Pos. | Atleta                  | Marca   |
| ---- | ----------------------- | ------- |
| 1    | Caster Semenya (32)     | 1:55,27 |
| 2    | Ajee Wilson (25)        | 1:57,86 |
| 3    | Natoya Goule (17)       | 1:58,49 |
| 4    | Habitam Alemu (26)      | 1:58,63 |
| 5    | Raevyn Rogers (8)       | 1:59,05 |
| 6    | Francine Niyonsaba (43) | 1:59,11 |
| 7    | Selina Büchel (2)       | 2:00,64 |
| 8    | Rababe Arafi (9)        | 2:02,81 |
| 9    | Charlene Lipsey (8)     | 2:04,77 |

| Pos. | Atleta                | Marca |
| ---- | --------------------- | ----- |
| 1    | Dalilah Muhammad (34) | 53,88 |
| 2    | Shamier Little (27)   | 54,21 |
| 3    | Janieve Russell (36)  | 54,38 |
| 4    | Georganne Moline (18) | 55,00 |
| 5    | Eilidh Doyle (7)      | 55,05 |
| 6    | Léa Sprunger (16)     | 55,36 |
| 7    | Sage Watson (22)      | 55,57 |
| 8    | Wenda Nel (12)        | 57,23 |

| Pos. | Atleta                      | Marca    |
| ---- | --------------------------- | -------- |
| 1    | Hellen Obiri (20)           | 14:38,39 |
| 2    | Sifan Hassan (7)            | 14:38,77 |
| 3    | Senbere Teferi (5)          | 14:40,97 |
| 4    | Caroline Kipkirui (9)       | 14:43,96 |
| 5    | Agnes Jebet Tirop (19)      | 14:44,24 |
| 6    | Genzebe Dibaba (11)         | 14:50,24 |
| 7    | Letesenbet Gidey (17)       | 14:57,52 |
| 8    | Lilian Rengeruk (14)        | 15:03,11 |
| 9    | Konstanze Klosterhalfen (3) | 15:04,16 |
| 10   | Meraf Bahta (2)             | 15:08,17 |
| 11   | Eilish McColgan (7)         | 15:09,00 |
| 12   | Meskerem Mamo (2)           | 15:20,56 |
| 13   | Melissa Courtney (4)        | 15:24,58 |
| -    | Eva Cherono (-)             | DNF      |
| -    | Gloria Kite (-)             | DNF      |
| -    | Renata Plis (-)             | DNF      |

| Pos. | Atleta                  | Marca |
| ---- | ----------------------- | ----- |
| 1    | Caterine Ibargüen (32)  | 14,56 |
| 2    | Shanieka Ricketts (16 ) | 14,55 |
| 3    | Kimberly Williams (26)  | 14,47 |
| 4    | Tori Franklin (19)      | 14,17 |
| 5    | Rouguy Diallo (7)       | 14,15 |
| 6    | Kristin Gierisch (9)    | 14,06 |
| 7    | Gabriela Petrova (5)    | 14,04 |
| 8    | Ana Peleteiro (6)       | 13,76 |

| Pos. | Atleta                  | Marca |
| ---- | ----------------------- | ----- |
| 1    | Maria Lasitskene (46)   | 1,97  |
| 2    | Yuliya Levchenko (24)   | 1,94  |
| 3    | M. Jungfleisch (10)     | 1,90  |
| 4    | Erika Kinsey (11)       | 1,90  |
| 5    | Oksana Okuneva (7)      | 1,85  |
| 5    | Sofie Skoog (8)         | 1,85  |
| 5    | Levern Spencer (10)     | 1,85  |
| 5    | Katerina Tabashnyk (15) | 1,85  |
| 5    | Elena Vallortigara (17) | 1,85  |
| 10   | Alessia Trost (10)      | 1,85  |
| 11   | Morgan Lake (11)        | 1,85  |
| -    | Mirela Demireva (34)    | NM    |

| Pos. | Atleta                    | Marca |
| ---- | ------------------------- | ----- |
| 1    | Ekaterini Stefanidi (29)  | 4,87  |
| 2    | Sandi Morris (40)         | 4,82  |
| 3    | Anzhelika Sidorova (24)   | 4,82  |
| 4    | Holly Bradshaw (16)       | 4,57  |
| 5    | Katie Nageotte (27)       | 4,57  |
| 6    | Nikoleta Kyriakopulu (11) | 4,57  |
| 7    | Ninon Guillon-Romarin (5) | 4,57  |
| 8    | Angelica Moser (-)        | 4,42  |
| 9    | Robeilys Peinado (7)      | 4,27  |
| 9    | Olga Mullina (1)          | NM    |

| Pos. | Atleta                     | Marca |
| ---- | -------------------------- | ----- |
| 1    | Tatsiana Khaladovich (16 ) | 66,99 |
| 2    | Liu Shiying (7)            | 66,00 |
| 3    | Kara Winger (13)           | 64,75 |
| 4    | Lü Huihui (23)             | 63,53 |
| 5    | Nikola Ogrodníková (21)    | 62,99 |
| 6    | Martina Ratej (11)         | 60,86 |
| 7    | Sigrid Borge (11)          | 59,57 |
| 8    | Géraldine Ruckstuhl (-)    | 56,07 |

#### Finales en Bruselas

##### Masculino
| Pos. | Atleta                 | Marca |
| ---- | ---------------------- | ----- |
| 1    | Christian Coleman (21) | 9,79  |
| 2    | Ronnie Baker (31)      | 9,93  |
| 3    | Yohan Blake (14)       | 9,94  |
| 4    | Reece Prescod (19)     | 9,99  |
| 5    | Akani Simbine (18)     | 10,03 |
| 6    | Michael Rodgers (15)   | 10,16 |
| 7    | Chijindu Ujah (9)      | 10,17 |
| 8    | Isiah Young (6)        | 10,26 |

| Pos. | Atleta                  | Marca   |
| ---- | ----------------------- | ------- |
| 1    | Emmanuel Korir (24)     | 1:44,72 |
| 2    | Marcin Lewandowski (10) | 1:45,21 |
| 3    | Ferguson Rotich (24)    | 1:45,28 |
| 4    | Jake Wightman (12)      | 1:45,96 |
| 5    | Clayton Murphy (13)     | 1:45,97 |
| 6    | Wyclife Kinyamal (22)   | 1:46,02 |
| 7    | Eliott Crestan (-)      | 1:47,59 |
| 8    | Antoine Gakeme (11)     | 1:50,74 |
| -    | Jonathan Kitilit (20)   | DNF     |
| -    | Cornelius Tuwei (-)     | DNF     |

| Pos. | Atleta              | Marca        |
| ---- | ------------------- | ------------ |
| 1    | Selemon Barega (15) | 12:43,02 DLR |
| 2    | Hagos Gebrhiwet (7) | 12:45,82     |
| 3    | Yomif Kejelcha (14) | 12:46,79     |
| 4    | Muktar Edris (14)   | 12:55,18     |
| 5    | Abadi Hadis (12)    | 12:56,27     |
| 6    | Paul Chelimo (13)   | 12:57,55     |
| 7    | Richard Yator (4)   | 12:59,44     |
| 8    | Getaneh Molla (5)   | 12:59,58     |
| 9    | Mohammed Ahmed (7)  | 13:03,08     |
| 10   | Ben True (4)        | 13:04,11     |
| 11   | Bashir Abdi (-)     | 13:04,91     |
| 12   | Stewart McSweyn (6) | 13:05,23     |
| 13   | Cyrus Rutto (3)     | 13:28,25     |
| -    | Tamás Kazi (-)      | DNF          |
| -    | Vincent Letting (-) | DNF          |
| -    | Stanley Mburu (-)   | DNF          |

| Pos. | Atleta                       | Marc  |
| ---- | ---------------------------- | ----- |
| 1    | Serguéi Shubenkov (29)       | 12,97 |
| 2    | Orlando Ortega (30)          | 13,10 |
| 3    | Hansle Parchment (16)        | 13,35 |
| 4    | Pascal Martinot-Lagarde (18) | 13,36 |
| 5    | Freddie Crittenden (5)       | 13,39 |
| 6    | Devon Allen (23)             | 13,41 |
| 7    | Ronald Levy (24)             | 13,47 |
| 8    | Balázs Baji (8)              | 13,63 |

| Pos. | Atleta                 | Marca |
| ---- | ---------------------- | ----- |
| 1    | Brandon Starc (18)     | 2,33  |
| 2    | Mateusz Przybylko (10) | 2,33  |
| 3    | Gianmarco Tamberi (4)  | 2,31  |
| 4    | Andriy Protsenko (7)   | 2,31  |
| 5    | Donald Thomas (21)     | 2,29  |
| 6    | Naoto Tobe (10)        | 2,26  |
| 7    | Michael Mason (9)      | 2,26  |
| 8    | Bryan McBride (9)      | 2,23  |
| 9    | Jeron Robinson (16)    | 2,23  |
| 10   | Mathew Sawe (5)        | 2,23  |
| 11   | Bram Ghuys (-)         | 2,20  |
| -    | Marco Fassinotti (4)   | NM    |

| Pos. | Atleta                      | Marca |
| ---- | --------------------------- | ----- |
| 1    | Timur Morgunov (6)          | 5,93  |
| 2    | Sam Kendricks (39)          | 5,88  |
| 3    | Shawn Barber (23)           | 5,83  |
| 4    | Piotr Lisek (18)            | 5,78  |
| 5    | Renaud Lavillenie (22)      | 5,73  |
| 6    | Paweł Wojciechowski (21)    | 5,68  |
| 7    | Armand Duplantis (21)       | 5,68  |
| 8    | Konstantinos Filippidis (7) | 5,63  |
| 9    | Adam Hague (3)              | 5,53  |
| 10   | Thiago Braz da Silva (7)    | 5,53  |
| -    | Arnaud Art (-)              | NM    |
| -    | Kurtis Marschall (14)       | NM    |

| Pos. | Atleta                | Marca |
| ---- | --------------------- | ----- |
| 1    | Pedro Pichardo (22)   | 17,49 |
| 2    | Christian Taylor (31) | 17,31 |
| 3    | Donald Scott (8)      | 17,25 |
| 4    | Omar Craddock (6)     | 16,95 |
| 5    | Chris Benard (16)     | 16,81 |
| 6    | Max Hess (4)          | 16,60 |
| 7    | Alexis Copello (16)   | 16,20 |
| 8    | Nelson Évora (8)      | 15,86 |

| Pos. | Atleta                    | Marca |
| ---- | ------------------------- | ----- |
| 1    | Fedrick Dacres (25)       | 68,67 |
| 2    | Andrius Gudžius (22)      | 67,56 |
| 3    | Daniel Ståhl (14)         | 66,74 |
| 4    | Mason Finley (8)          | 66,09 |
| 5    | Lukas Weisshaidinger (10) | 65,66 |
| 6    | Christoph Harting (12)    | 65,13 |
| 7    | Robert Urbanek (7)        | 64,03 |
| 8    | Ehsan Haddadi (22)        | 63,48 |

##### Femenino
| Pos. | Atleta                 | Marca |
| ---- | ---------------------- | ----- |
| 1    | S. Miller-Uibo (24)    | 22,12 |
| 2    | Dafne Schippers (15)   | 22,53 |
| 3    | Jamile Samuels (8)     | 22,64 |
| 4    | Shericka Jackson (28 ) | 22,72 |
| 5    | Jenna Prandini (28)    | 22,96 |
| 6    | Gabrielle Thomas (15)  | 23,18 |
| 7    | Ivet Lalova-Collio (7) | 23,36 |
| 8    | Manon Depuydt (-)      | 23,69 |
| 9    | Cynthia Bolingo (-)    | 23,82 |

| Pos. | Atleta                | Marca |
| ---- | --------------------- | ----- |
| 1    | Salwa Eid Naser (39)  | 49,33 |
| 2    | Phyllis Francis (32)  | 50,51 |
| 3    | Shakima Wimbley (29)  | 50,77 |
| 4    | Jaide Stepter (16)    | 51,17 |
| 5    | S. Ann McPherson (12) | 51,40 |
| 6    | Jessica Beard (32)    | 51,47 |
| 7    | Courtney Okolo (12)   | 52,18 |
| 8    | Camille Laus (-)      | 53,72 |

| Pos. | Atleta                  | Marca |
| ---- | ----------------------- | ----- |
| 1    | Brianna McNeal (38)     | 12,61 |
| 2    | Kendra Harrison (22)    | 12,63 |
| 3    | Danielle Williams (23)  | 12,64 |
| 4    | Tobi Amusan (12)        | 12,69 |
| 5    | Sharika Nelvis (34)     | 12,80 |
| 6    | Nadine Visser (15)      | 12,81 |
| 7    | Eline Berings (-)       | 12,94 |
| 8    | Dawn Harper-Nelson (13) | 13,08 |
| 9    | Christina Manning (14)  | 13,34 |

| Pos. | Atleta                | Marca   |
| ---- | --------------------- | ------- |
| 1    | Laura Muir (25)       | 3:58,49 |
| 2    | Shelby Houlihan (16)  | 3:58,94 |
| 3    | Sifan Hassan (22)     | 3:59,41 |
| 4    | Gudaf Tsegay (20)     | 3:59,68 |
| 5    | Axumawit Embaye (5)   | 4:02,75 |
| 6    | Winny Chebet (9)      | 4:03,37 |
| 7    | Sofia Ennaoui (6)     | 4:03,49 |
| 8    | Rababe Arafi (17)     | 4:03,82 |
| 9    | Laura Weightman (5)   | 4:04,36 |
| 10   | Jennifer Simpson (16) | 4:04,57 |
| 11   | Elise Vanderelst (-)  | 4:05,75 |
| 12   | Nelly Jepkospgei (11) | 4:10,13 |
| 13   | Habitam Alemu (6)     | 4:11,33 |
| -    | Dariya Barisevich (-) | DNF     |

| Pos. | Atleta                        | Marca   |
| ---- | ----------------------------- | ------- |
| 1    | Beatrice Chepkoech (20)       | 8:55,10 |
| 2    | Nora Jeruto (15)              | 8:59,62 |
| 3    | Hyving Kiyeng (28)            | 9:01,60 |
| 4    | Emma Coburn (17)              | 9:06,51 |
| 5    | Celliphine Chespol (14)       | 9:06,75 |
| 6    | Courtney Frerichs (12)        | 9:07,07 |
| 7    | Peruth Chemutai (3)           | 9:13,58 |
| 8    | Aisha Praught (6)             | 9:14,09 |
| 9    | Winfred Mutile Yavi (10)      | 9:14,52 |
| 10   | Daisy Jepkemei (11)           | 9:17,08 |
| 11   | Roseline Chepngetich (5)      | 9:28,94 |
| 12   | Karoline Bjerkeli Grøvdal (2) | 9:38,34 |
| -    | Fancy Cherono (-)             | DNF     |
| -    | Caroline Tuigong (-)          | DNF     |

| Pos. | Atleta                  | Marca |
| ---- | ----------------------- | ----- |
| 1    | Caterine Ibargüen (13)  | 6,80  |
| 2    | Shara Proctor (18)      | 6,70  |
| 3    | Sha'Keela Saunders (10) | 6,68  |
| 4    | Malaika Mihambo (23)    | 6,61  |
| 5    | Brooke Stratton (9)     | 6,57  |
| 6    | Lorraine Ugen (22)      | 6,53  |
| 7    | Christabel Nettey (10)  | 6,52  |
| 8    | Hanne Maudens (-)       | 6,36  |
| 9    | Jazmin Sawyers (7)      | 6,33  |

| Pos. | Atleta                   | Marca |
| ---- | ------------------------ | ----- |
| 1    | Gong Lijiao (16)         | 19,83 |
| 2    | Raven Saunders (18)      | 19,64 |
| 3    | Christina Schwanitz (22) | 19,50 |
| 4    | Aliona Dubitskaya (7)    | 19,01 |
| 5    | Paulina Guba (14)        | 18,54 |
| 6    | Danniel Thomas-Dodd (14) | 18,27 |
| 7    | Melissa Boekelman (6)    | 17,90 |
| 8    | Yuliya Leantsiuk (5)     | 16,13 |

| Pos. | Atleta                  | Marca |
| ---- | ----------------------- | ----- |
| 1    | Yaimé Pérez (28)        | 65,00 |
| 2    | Andressa de Morais (17) | 64,65 |
| 3    | Sandra Perković (32)    | 64,31 |
| 4    | Claudine Vita (3)       | 61,33 |
| 5    | Gia Lewis-Smallwood (7) | 59,28 |
| 6    | Whitney Ashley (7)      | 58,75 |
| 7    | Nadine Müller (6)       | 58,24 |
| 8    | Denia Caballero (24)    | 56,37 |

## Resultados completos
| Liga de Diamante 2018 - Resultados completos de reuniones clasificatorias | Liga de Diamante 2018 - Resultados completos de reuniones clasificatorias | Liga de Diamante 2018 - Resultados completos de reuniones clasificatorias | Liga de Diamante 2018 - Resultados completos de reuniones clasificatorias | Liga de Diamante 2018 - Resultados completos de reuniones clasificatorias | Liga de Diamante 2018 - Resultados completos de reuniones clasificatorias | Liga de Diamante 2018 - Resultados completos de reuniones clasificatorias | Liga de Diamante 2018 - Resultados completos de reuniones clasificatorias | Liga de Diamante 2018 - Resultados completos de reuniones clasificatorias | Liga de Diamante 2018 - Resultados completos de reuniones clasificatorias | Liga de Diamante 2018 - Resultados completos de reuniones clasificatorias | Liga de Diamante 2018 - Resultados completos de reuniones clasificatorias | Liga de Diamante 2018 - Resultados completos de reuniones clasificatorias | Liga de Diamante 2018 - Resultados completos de reuniones clasificatorias |
| Doha                                                                      | Shanghái                                                                  | Eugene                                                                    | Roma                                                                      | Oslo                                                                      | Estocolmo                                                                 | París                                                                     | Lausana Archivado el 6 de julio de 2018 en Wayback Machine.               | Rabat                                                                     | Mónaco                                                                    | Londres                                                                   | Birmingham                                                                |                                                                           |                                                                           |
| ------------------------------------------------------------------------- | ------------------------------------------------------------------------- | ------------------------------------------------------------------------- | ------------------------------------------------------------------------- | ------------------------------------------------------------------------- | ------------------------------------------------------------------------- | ------------------------------------------------------------------------- | ------------------------------------------------------------------------- | ------------------------------------------------------------------------- | ------------------------------------------------------------------------- | ------------------------------------------------------------------------- | ------------------------------------------------------------------------- | ------------------------------------------------------------------------- | ------------------------------------------------------------------------- |

| Liga de Diamante 2018 - Resultados completos de las finales | Liga de Diamante 2018 - Resultados completos de las finales | Liga de Diamante 2018 - Resultados completos de las finales | Liga de Diamante 2018 - Resultados completos de las finales | Liga de Diamante 2018 - Resultados completos de las finales | Liga de Diamante 2018 - Resultados completos de las finales | Liga de Diamante 2018 - Resultados completos de las finales | Liga de Diamante 2018 - Resultados completos de las finales | Liga de Diamante 2018 - Resultados completos de las finales | Liga de Diamante 2018 - Resultados completos de las finales | Liga de Diamante 2018 - Resultados completos de las finales | Liga de Diamante 2018 - Resultados completos de las finales | Liga de Diamante 2018 - Resultados completos de las finales | Liga de Diamante 2018 - Resultados completos de las finales |
| Zúrich                                                      | Bruselas                                                    |                                                             |                                                             |                                                             |                                                             |                                                             |                                                             |                                                             |                                                             |                                                             |                                                             |                                                             |                                                             |
| ----------------------------------------------------------- | ----------------------------------------------------------- | ----------------------------------------------------------- | ----------------------------------------------------------- | ----------------------------------------------------------- | ----------------------------------------------------------- | ----------------------------------------------------------- | ----------------------------------------------------------- | ----------------------------------------------------------- | ----------------------------------------------------------- | ----------------------------------------------------------- | ----------------------------------------------------------- | ----------------------------------------------------------- | ----------------------------------------------------------- |